# 八戸藩
八戸藩（はちのへはん）は、陸奥国三戸郡八戸城（現：青森県八戸市）に藩庁を置き南部家が治めていた藩。

## 概要
寛文4年（1664年）、南部盛岡藩2代藩主・南部重直が嗣子を定めずに病没したため、幕府の命により遺領10万石を、重直の2人の弟、七戸重信の盛岡藩8万石と、中里数馬の八戸藩2万石に分割した。将軍の裁定により成立した藩であるため独立した藩とされ、翌寛文5年（1665年）に領地が配分され、治所は八戸城と定められた。中里数馬は「南部直房」と名乗って八戸藩の初代藩主となった。
2代藩主南部直政は元禄元年（1688年）に、5代将軍徳川綱吉の側用人となり、辞任するまでの間、譜代大名なみの待遇を受けていた。
立藩当時は無城であったが、天保9年（1838年）8代藩主南部信真が沿岸警備の功により城主格大名となった。
9代藩主南部信順は薩摩藩より迎えられ、戊辰戦争時には奥羽越列藩同盟へ加入し、野辺地戦争に参加したが戦後処理においては私闘とされ懲罰の対象にはならずに、明治4年（1871年）廃藩を迎え、その後、八戸県を経て青森県に編入された。
盛岡藩も参照。

## 歴代藩主
|       |                  |  | 藩主就任               |    |                        |                            |
| 初 代 | 南部左衛門佐直房 |  | 寛文 5年（1664年）12月 | － | 寛文 8年 6月           |                            |
| 2 代  | 南部遠江守直政   |  | 寛文 8年（1668年） 8月 | -  | 元禄12年 2月           |                            |
| 3 代  | 南部遠江守通信   |  | 元禄12年（1699年） 5月 | -  | 享保元年 8月           | 盛岡藩主・南部重信の四男   |
| 4 代  | 南部甲斐守広信   |  | 享保元年（1716年）10月 | -  | 寛保元年 5月           |                            |
| 5 代  | 南部遠江守信興   |  | 寛保元年（1741年）12月 | -  | 明和 2年 5月           |                            |
| 6 代  | 南部甲斐守信依   |  | 明和 2年（1765年） 5月 | -  | 天明元年 2月           |                            |
| 7 代  | 南部伊勢守信房   |  | 天明元年（1781年） 2月 | -  | 寛政 8年 2月           |                            |
| 8 代  | 南部左衛門尉信真 |  | 寛政 8年（1796年） 2月 | -  | 天保13年 5月           |                            |
| 9 代  | 南部遠江守信順   |  | 天保13年（1842年） 5月 | -  | 明治 4年（1871年） 7月 | 薩摩藩主・島津重豪の十四男 |

## 行政組織
| 藩主 | － | 家老・中老 | － |   |      |   |      |    |            |
| 藩主 | － | 家老・中老 | － |   |      | ┌ | 番頭 | － | 番士       |
| 藩主 | － | 家老・中老 | － | ┌ | 番方 | ┤ |      |    |            |
| 藩主 | － | 家老・中老 | － | │ |      | └ | 者頭 | － | 足軽       |
| 藩主 | － | 家老・中老 | － | │ |      |   |      |    |            |
| 藩主 | － | 家老・中老 | － | │ |      | ┌ | 側廻 | － | 用人       |
| 藩主 | － | 家老・中老 | － | │ |      | │ |      |    |            |
| 藩主 | － | 家老・中老 | － | │ |      | │ |      | ┌  | 吟味       |
| 藩主 | － | 家老・中老 | － | ┤ |      | │ |      | │  |            |
| 藩主 | － | 家老・中老 | － | │ |      | │ |      | ├  | 目付       |
| 藩主 | － | 家老・中老 | － | └ | 役方 | ┤ |      | │  |            |
| 藩主 | － | 家老・中老 | － |   |      | └ | 勝手 | ┼  | 勘定頭     |
| 藩主 | － | 家老・中老 | － | │ |      |   |      |    |            |
| 藩主 | － | 家老・中老 | － |   |      |   |      | ├  | 寺社町奉行 |
| 藩主 | － | 家老・中老 | － |   |      |   |      | ├  | 山目付     |
| 藩主 | － | 家老・中老 | － |   |      |   |      | └  | 馬目付     |

### 通制
領内の行政区分は盛岡藩と同様に「通制」を用い、勘定頭が代官を指揮して民政の当たる。各区域には各2名ずつ代官が置かれていたが、領外（飛地）の志和については4名に増員された。
| 町奉行   | 八戸城下      | 八戸城下      |
| 八戸廻   | 三戸郡 18ヵ村 | 九戸郡 1ヵ村  |
| 長苗代通 | 三戸郡 12ヵ村 | 三戸郡 12ヵ村 |
| 名久井通 | 三戸郡 11ヵ村 | 三戸郡 11ヵ村 |
| 軽米通   | 九戸郡 19ヵ村 | 九戸郡 19ヵ村 |
| 久慈通   | 九戸郡 18ヵ村 | 九戸郡 18ヵ村 |
| 志和     | 志和郡 4ヵ村  | 志和郡 4ヵ村  |

## 城地

### 本城
- 八戸城

## 江戸城の詰間
- 柳間 （安政2年（1855年）以前）
- 大広間 （安政2年以降）

## 江戸での藩邸および菩提寺
| 屋 敷      | 所在地                                        |
| 上屋敷     | 本所馬場（寛文5年（1665年以降）               |
| 上屋敷     | 浅草田中（天和2年（1682年）以降）             |
| 上屋敷     | 芝愛宕下（貞享4年（1687年）以降）             |
| 上屋敷     | 西丸下馬先（元禄元年（1688年）以降）          |
| 上屋敷     | 麻布市衛町（元禄2年（1689年）以降、明治まで） |
| 中屋敷     | 麻布市衛町                                    |
| 下屋敷     | 麻布市衛町（寛政4年（1792年）以降、明治まで） |
| 江戸蔵屋敷 | 深川富岡町                                    |

江戸の菩提寺は盛岡藩と同じ、勝林山金地院であり、八戸においては、臨済宗妙心寺派南宗寺（青森県史跡）である。

## 天明・天保の大飢饉
八戸藩は、天明の大飢饉で深刻な打撃を受け、百姓一揆も起き、年貢の増徴による藩財政の改善も見込めない状況に陥っていた。このため、八戸藩の運営は御用商人からの借り入れに頼らざるを得なくなっていた。そんな中、時の藩主南部信真は野村軍記を登用し、文政2年（1819年）、「国政御主法替」と称する藩政改革に乗り出した。その一環として、八戸藩最大の産物である大豆の専売制を開始。もともと大豆の流通に力を持っていた商人たちを排除し、あらたな御用商人を登用した。その過程で、従来最大の権勢を誇っていた七崎屋を取り潰した。文政6年には大野鉄山を藩営とし、実際の運用を西町屋に任せて利益を藩に収めさせた。天保3年（1832年）、天保の大飢饉が発生。八戸藩では領知高2万石のうち1万1千石が損毛となる大凶作となった。翌年も8割の減収となった。藩は財政に窮し、御用商人の西町屋や美濃屋に銀札を発行させ、預かり小切手も発行して米や食糧の買占めを行おうとした。しかし、インフレが急激に進行し経済が大混乱となり、天保5年には久慈の農民が一揆をおこし、民衆が八戸城下へ押し寄せる事態となった。いわゆる「稗三合一揆」である。これは、藩が1人1日稗三合の食糧を残して、残りを全て価値の激減している銀札や小切手で買い占めようとしたことから、このように呼ばれた。一揆に対して野村軍記は武力鎮圧を主張したが採用されず、一揆側の主張をほぼ受け入れる形で決着した。そのため野村軍記が進めていた藩政改革はほとんどが否定されることになり、野村自身も失脚。幽閉され間もなく死去した。